# Sloboda (Zagreb)
Sloboda je bio hrvatski dnevnik iz Sušaka, a poslije iz Zagreba. 
Izlazile su od 1. rujna 1878. do 30. siječnja 1886. godine, svakim danom osim nedjelje. Prvih pet godina, dok su izlazile na Sušaku, izlazile su triput tjedno, do 1883. godine.
Vlasnici i izdavači bili su: Primorske tiskare, Milan Kerdić te Fran Folnegović.
Prvotno su tiskane u Primorskim tiskarama, a poslije u Tiskari Davida Starčevića.
Uređivali su ih: 
- Gavro Gruenhut
- Ivan Justić
- Kuzma Cucelić
- Josip Linić
- Milan Kerdić
- Fran Folnegović
- Ivan Krajač
- Vlado Kolarović
- Josip Somogji
- Franjo Milošević
- S. Štiglić

Za Slobodu je pisao Nikola Kokotović i drugi.
Na baštinu dnevnika Slobode nastavlja se dnevni list Hrvatska.